# Gelijksoortige matrices
In de lineaire algebra worden twee vierkante n×n-matrices {\displaystyle A} en {\displaystyle B} over een lichaam (Ned) / veld (Be) {\displaystyle K} gelijksoortig of gelijkvormig genoemd als er een inverteerbare {\displaystyle n\times n}-matrix {\displaystyle \mathbf {P} } over {\displaystyle K} bestaat, zodat geldt:
{\displaystyle \mathbf {B} =\mathbf {P} ^{-1}\mathbf {AP} }
Gelijksoortige matrices beschrijven dezelfde transformatie, maar ten opzichte van verschillende bases. Gelijksoortigheid van matrices is een equivalentierelatie, want:
- Reflexiviteit – Ieder matrix is equivalent met zichzelf, kies voor {\displaystyle \mathbf {P} } de geschikte eenheidsmatrix.
- Symmetrie – Als {\displaystyle \mathbf {A} } equivalent is met {\displaystyle \mathbf {B} }, is ook {\displaystyle \mathbf {B} } equivalent met {\displaystyle \mathbf {A} }, want {\displaystyle \mathbf {P} } is inverteerbaar, dus

{\displaystyle \mathbf {A} =\mathbf {PBP} ^{-1}=(\mathbf {P} ^{-1})^{-1}\mathbf {BP} ^{-1}}
- Transitiviteit – Als {\displaystyle \mathbf {A} } equivalent is met {\displaystyle \mathbf {B} }, en {\displaystyle \mathbf {B} } equivalent met {\displaystyle \mathbf {C} }, geldt

{\displaystyle \mathbf {B} =\mathbf {P} ^{-1}\mathbf {AP} }
en 
{\displaystyle \mathbf {C} =\mathbf {Q} ^{-1}\mathbf {BQ} },
zodat 
{\displaystyle \mathbf {C} =(\mathbf {PQ} )^{-1}\mathbf {A} (\mathbf {PQ} )},
dus is {\displaystyle \mathbf {A} } ook equivalent met {\displaystyle \mathbf {C} }.
De bijbehorende equivalentieklassen worden gelijksoortigheidsklassen genoemd.
Merk op dat deze definitie van gelijksoortige matrices overeenkomt met de definitie van geconjugeerde elementen in de groepentheorie. 

## Normaalvorm en domein
Omdat gelijksoortige matrices in feite dezelfde transformatie representeren, rijst de vraag of er bij een gegeven matrix {\displaystyle \mathbf {A} } een eenvoudige vorm, een normaalvorm {\displaystyle \mathbf {B} } is die gelijksoortig is met {\displaystyle \mathbf {A} }, zodat eigenschappen van {\displaystyle \mathbf {A} } aan de hand van de eenvoudigere matrix {\displaystyle \mathbf {B} } kan worden onderzocht. Zo wordt {\displaystyle \mathbf {A} } een diagonaliseerbare matrix genoemd als {\displaystyle \mathbf {A} } gelijksoortig is aan een diagonaalmatrix. Niet alle matrices zijn diagonaliseerbaar, maar over de complexe getallen, of over een willekeurig algebraïsch gesloten lichaam, is iedere matrix gelijksoortig met een matrix in jordan-normaalvorm. Een andere normaalvorm, de frobenius-normaalvorm, bestaat voor ieder lichaam. Door de jordan- of frobenius-normaalvormen van {\displaystyle \mathbf {A} } en {\displaystyle \mathbf {B} } te beschouwen, kan men onmiddellijk beslissen of {\displaystyle \mathbf {A} } en {\displaystyle \mathbf {B} } gelijksoortig zijn. De smith-normaalvorm kan ook worden gebruikt om te bepalen of matrices gelijksoortig zijn, hoewel in tegenstelling tot de jordan- en de frobenius-normaalvormen, een matrix niet noodzakelijkerwijs gelijksoortig hoeft te zijn aan zijn smith-normaalvorm.
Gelijksoortigheid van matrices hangt niet van het lichaam af waar zij over zijn gedefinieerd. Twee matrices {\displaystyle \mathbf {A} } en {\displaystyle \mathbf {B} } over het lichaam {\displaystyle \mathbf {K} } zijn gelijksoortig dan en slechts dan als ze gelijksoortig zijn ten aanzien van een deellichaam van {\displaystyle \mathbf {K} }. Men kan het lichaam {\displaystyle \mathbf {K} } uitbreiden, bijvoorbeeld om er een algebraïsch gesloten lichaam van te maken, de jordan-normaalvorm te berekenen over het uitgebreide lichaam en aan de hand daarvan bepalen of de matrices gelijksoortig zijn. Deze aanpak kan worden gebruikt om bijvoorbeeld aan te tonen dat een matrix gelijksoortig is aan zijn getransponeerde matrix. {\displaystyle \mathbf {A} } en {\displaystyle \mathbf {B} } gaan door een permutatie van hun rijen en kolommen in elkaar over, wanneer de matrix {\displaystyle \mathbf {P} } een permutatiematrix is en {\displaystyle \mathbf {A} } en {\displaystyle \mathbf {B} } zijn unitair equivalent, wanneer {\displaystyle \mathbf {P} } een unitaire matrix is. De spectraalstelling zegt dat elke normale matrix unitair equivalent is met een bepaalde diagonaalmatrix.

## Eigenschappen
Voor twee gelijksoortige matrices zijn hetzelfde:
- rang
- determinant
- spoor
- de eigenwaarden, de eigenvectoren zullen in het algemeen verschillen, en
- karakteristiek polynoom

## Toepassingen
- Gelijksoortige matrices worden in de toegepaste wiskunde gebruikt om functies van matrices, zoals exponenten en machten van matrices te berekenen.
- Gelijksoortige matrices worden in de bio-informatica gebruikt voor sequentiealignering